# Torsten Sandelin
Karl Viktor Torsten Sandelin (Maalahti, Ostrobòtnia, 28 de setembre de 1887 – Hèlsinki, 8 de maig de 1950) va ser un gimnasta i regatista finlandès que va competir durant els primers anys del segle xx.
El 1908 va prendre part en els Jocs Olímpics de Londres, on va guanyar la medalla de bronze en la prova del concurs complet per equips.
Quatre anys més tard va prendre part en els Jocs d'Estocolm, on disputà la prova dels 6 metres de la competició de vela.